# Песня о полководце Ким Ир Сене
«Песня о полководце Ким Ир Сене» (кор. 김일성장군의 노래) — северокорейский марш, посвящённый Ким Ир Сену. Состоит из трёх куплетов и припева.

## История
В 1946 году Ким Вон Гюн написал музыку к «Песне о полководце Ким Ир Сене» на слова Ли Чхана[ko], ставшую одной из первых песен, прославляющих будущего президента КНДР Ким Ир Сена. Песня стала популярной на долгие годы, так что даже спустя 70 лет после создания ей отводится почётное место в северокорейской пропаганде. Она размещена на Интернет-порталах КНДР и переведена на иностранные языки, включая русский.
«Песня о полководце Ким Ир Сене» получила международное признание.
Песня, написанная в 1946 году, является самым ранним известным произведением искусства, в котором упоминается Ким Ир Сен, и, таким образом, можно сказать, что она положила начало культу его личности.
В начале 1980-х годов Ким Чен Ир начал продвигать эту песню, что в итоге послужило фактическим вытеснением гимна КНДР со статуса главной песни страны.

## Особенность названия
Во всех текстах, набранных в КНДР, имена Ким Ир Сена, Ким Чен Ира и Ким Чен Ына на печати выделяется жирным шрифтом, поэтому, с точки зрения КНДР, правильно песня записывается как 김일성장군의 노래.

## Текст
| Оригинальный текст 장백산 줄기줄기 피어린 자욱 압록강 굽이굽이 피어린 자욱 오늘도 자유조선 꽃다발우에 력력히 비쳐주는 거룩한 자욱 아 — 그 이름도 그리운 우리의 장군 아 — 그 이름도 빛나는 김일성장군 만주벌 눈바람아 이야기하라 밀림의 긴긴밤아 이야기하라 만고의 빨찌산이 누구인가를 절세의 애국자가 누구인가를 아 — 그 이름도 그리운 우리의 장군 아 — 그 이름도 빛나는 김일성장군 로동자 대중에겐 해방의 은인 민주의 새 조선엔 위대한 태양 스물개 정강우에 모두다 뭉쳐 북조선 방방곡곡 새봄이 온다 아 — 그 이름도 그리운 우리의 장군 아 — 그 이름도 빛나는 김일성장군 | Транскрипция Концевича Чаңбэксан чульги-чульги пхио̌рин чаук Амноккаң куби-куби пхио̌рин чаук Оныльдо чаючосо̌н ккоттабаруе Рё̌ңнё̌кхи пичхё̌джунын ко̌рукхан чаук А — кы ирымдо кыриун урие чаңгун А — кы ирымдо пиннанын Ким Ильсо̌ң-чаңгун Манджубо̌ль нунбарама иягихара Миллиме кингинбама иягихара Мангое ппальччисани нугуингарыль Чо̌льсее эгукчага нугуингарыль А — кы ирымдо кыриун урие чаңгун А — кы ирымдо пиннанын Ким Ильсо̌ң-чаңгун Родоңджа тэджуңеген хэбаңе ыним Минджуе сэ Чосо̌нен Видэхан Тхэяң Сыбульге чо̌ңгаңуе модуда муңчхё̌ Пукчосо̌н паңбаңгоккок сэбоми онда А — кы ирымдо кыриун урие чаңгун А — кы ирымдо пиннанын Ким Ильсо̌ң-чаңгун | Перевод Горы Чанбэк и волны Амнок видали в бою, Как была здесь пролита кровь за Отчизну свою. Там где ходили смело в боевой поход, Свободная Корея, словно сад цветет. Полководца имя будет всегда в сердцах у людей; Ким Ир Сена имя будет в веках сиять всё светлей! Поведай, ветер седой с манчжурских полей. Ты, таёжный край, расскажи звонкой песней своей - Кто, партизан бесстрашный, вёл в сраженья нас? Кто, патриот бессмертный, землю нашу спас? Полководца имя будет всегда в сердцах у людей; Ким Ир Сена имя будет в веках сиять всё светлей! Стал край, навеки родной, свободной землей, Словно солнце, имя Вождя над Кореей родной. Весь наш народ сплотился, цель у нас одна: Над Северной Кореей — вечная весна. Полководца имя будет всегда в сердцах у людей; Ким Ир Сена имя будет в веках сиять всё светлей! |

## Использование
Первые два такта песни используют в качестве интервального сигнала на радиостанции «Голос Кореи» и корейском центральном телевидении. Как заявлялось Центральным телеграфном агентством КНДР, спутники Кванмёнсон-1 и Кванмёнсон-2 во время своей эксплуатации транслировали со своих бортов эту песню при передаче других данных.
Текст песни выгравирован на Триумфальной арке в Пхеньяне.
Песня полностью звучит каждый день в начале вещания по Центральному телевидению КНДР и радио «Голос Кореи», так же, как и Песня о полководце Ким Чен Ире.